# Monument Woeste Hoeve

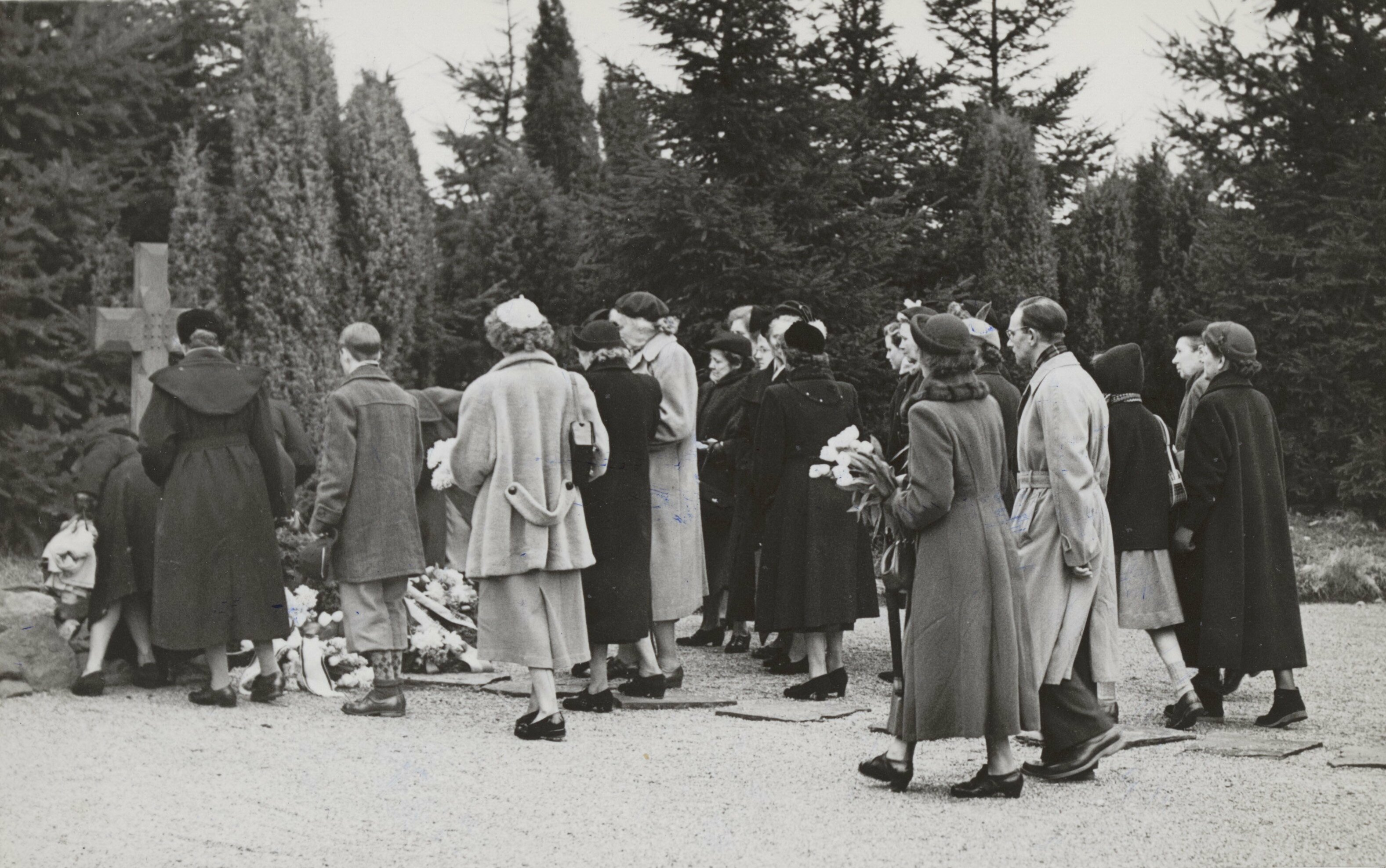
Herdenking bij de Woeste Hoeve in 1957 bij het kruis

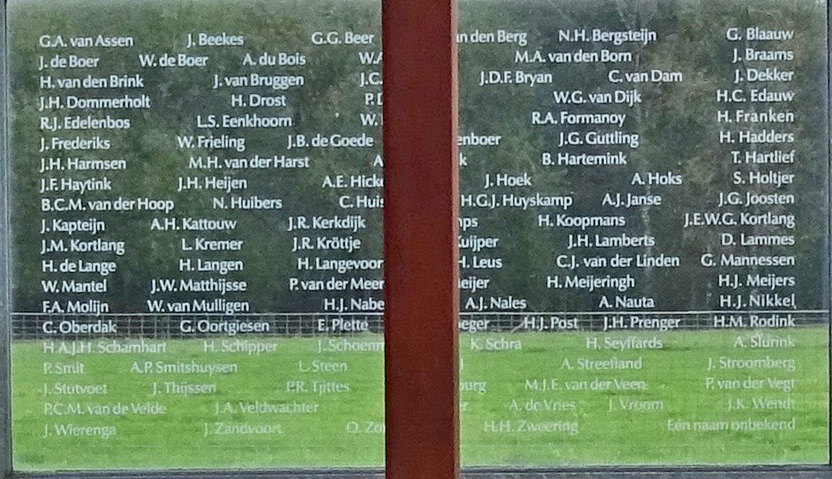
Namenlijst in glas

Het Monument Woeste Hoeve is een oorlogsmonument in Woeste Hoeve ter nagedachtenis van 117 geexecuteerden op 8 maart 1945 naar aanleiding van de aanslag op Hanns Rauter.

## Geschiedenis
In juli 1945 werd reeds een eerste monument opgericht in de vorm van een groot houten kruis. Op een houten bord stond geschreven: "Op 8-3-'45 werden hier 117 Vaderlanders door de Duitsche overweldigers op gruwzame wijze vermoord". Later bleek dat niet alle slachtoffers vaderlanders waren, er waren ook neergeschoten vliegeniers bij, die ondergedoken zaten. Op 4 mei 1947 bezocht koningin Wilhelmina het monument. In 1948 werd het houten bord vervangen door een bronzen plaquette. Tot in 1970 werden jaarlijks herdenkingen gehouden. In 1979 werd het houten kruis vervangen door een nieuw kruis. Er kwam een bankje bij, maar er stonden geen namen van de slachtoffers vermeld.
In 1992 werd het monument opgeknapt. Het monument behield het grote kruis. Erachter werd een glazen plaat met de namen van de slachtoffers aangebracht, en voor het monument werd een pleintje aangelegd, en dáárvoor een stenen plaat met een gedicht van Dietrich Bonhoeffer. Het vernieuwde monument, een ontwerp van kunstenaar Tirza Verrips, werd op 4 mei 1992 onthuld door de Gelderse commissaris van de Koningin Jan Terlouw. In 2017 kwam er een toegangshekje tussen het plein en de plaat. De jaarlijkse herdenking vindt plaats op 8 maart.

### Slachtoffers
De slachtoffers waren veelal verzetsmensen en onderduikers uit gevangenissen in Apeldoorn en Doetinchem. De jongste was 17, de oudste 75 jaar. Een aantal van de 117 slachtoffers heeft zijn laatste rustplaats gevonden op het Nationaal Ereveld Loenen.